# Kleine Wipper
Die Kleine Wipper, mitunter auch Frankenhäuser Wipper oder Schützengraben genannt, ist ein künstlich angelegter Nebenarm der Wipper, welcher als Solgraben im nordthüringischen Kyffhäuserkreis bei Schönfeld von links in die Unstrut mündet.

## Geschichte
Die Kleine Wipper wurde im Spätmittelalter angelegt, um der Saline in Bad Frankenhausen Aufschlagwasser für die Wasserkunst bereitzustellen. Bemerkenswert für diese Zeit ist insbesondere der etwa 530 Meter lange Hanfenbergstollen (auch Wippertunnel oder Mönchstunnel), da wasserbauliche Durchörterungen aus dieser Zeit sonst nicht bekannt sind. Erstmals urkundlich erwähnt wurde der Wippertunnel im Jahr 1404. Da eine Wasserkunst an der Saline Frankenhausen aber schon für das 14. Jahrhundert belegt ist, wird die Errichtung der Kleinen Wipper auf die erste Hälfte des 14. Jahrhunderts geschätzt. Damit ist sie vermutlich die älteste durchgängig in Betrieb befindliche wasserbauliche Anlage Deutschlands. Ihr Zweck erklärt, warum sie nur bis zur Frankenhausener Saline den Namen Kleine Wipper trägt, ab dort jedoch Solgraben genannt wird.

## Verlauf
Die Kleine Wipper zweigt von der Wipper am Wehr Schere bei Göllingen ab. Sie fließt zunächst in nördliche Richtung, durchquert dabei den Tunnel, erreicht als ersten Ort am Bachlauf Bendeleben und knickt nach Osten ab. Weiter bachabwärts überquert sie den Thaleber Bach und fließt am Eingang der Barbarossahöhle vorbei. Nun strömt sie gemächlich nach Bad Frankenhausen und teilt sich in zwei Arme. Ein Arm fließt unterirdisch und parallel zur B85, der andere erreicht den Quellgrund. Dort vermischt sich das Wasser dieses Arms mit dem Wasser von zutage sprudelnder Solequellen. An der Kyffhäuser Therme vereinen sich beide Bachläufe wieder, der vereinte Bach heißt nun Solgraben. Er mündet bei Schönfeld von links in die Unstrut.